# Luc (Droma)
Luc de Diés (en francès Luc-en-Diois) és un municipi francès situat al departament de la Droma i a la regió d'Alvèrnia-Roine-Alps. L'any 2019 tenia 538 habitants.
El nom prové d'un bos sagrat Lucus Augustus. Si van trobar restes d'un temple romà. Era una de les capítals del poble gal·lès dels voconcis.

## Demografia
El 2007 tenia 532 habitants. Hi havia 256 famílies. Hi havia 469 habitatges, 271 eren l'habitatge principal, 175 segones residències i 23 desocupats. La població ha evolucionat segons el següent gràfic:

## Economia
El 2007 la població en edat de treballar era de 289 persones, de les quals 194 eren actives. Té una escola elemental.
Dels 43 establiments que hi havia el 2007, hi havia una empresa alimentària, una empresa de fabricació de productes industrials, 8 de construcció, 9 de comerç i reparació d'automòbils,  tres empreses de transport i una vintena d'empresa de serveis de proximitat.
L'any 2000 i havia catorze explotacions agrícoles que conreaven un total de 260 hectàrees.